# Morgan Benoit
Morgan Benoit (* 21. Mai 1980 in Burlington, Vermont) ist ein US-amerikanischer Schauspieler, Stuntman und Filmproduzent.

## Leben
Benoit wurde am 21. Mai 1980 in Burlington geboren. Mit acht Jahren begann er mit Taekwondo, ab seinem 15. Lebensjahr begann er mit Kung Fu. Mit 17 Jahren trainierte er zehn Jahre in China verschiedene Kampfkünste und spricht daher auch fließend Mandarin.
2008 debütierte Benoit als Nebendarsteller in den Filmproduktionen The Forbidden Kingdom und Last Hour – Countdown zur Hölle. 2012 stellte er in insgesamt zehn Episoden der Fernsehserie Bite Me die Rolle des Derrick dar. 2014 war er im Mockbuster Android Cop in der Rolle des Ratchet zu sehen. Er hatte Episodenrollen in den Fernsehserien Marvel’s Agents of S.H.I.E.L.D., Castle und  Into the Badlands inne und spielte von 2014 bis 2015 die Rolle des Annihilator / Nightstrike in der Fernsehserie Mighty Med – Wir heilen Helden. 2013 wirkte er im Musikvideo zum Lied Straitjacket von DJ Rhiannon mit. 2020 war er im Musikvideo zu My Oh My der Interpreten Camila Cabello und DaBaby sowie im Musikvideo zum Lied Hoy Cobré von Bad Bunny zu sehen. 2021 spielte er im Musikvideo zum Lied One Right Now von Post Malone und The Weeknd mit. Als Stuntman wirkte er unter anderen wiederkehrend in den Fernsehserien Marvel’s Agents of S.H.I.E.L.D., Matador, Into the Badlands, Marvel’s Iron Fist, Chance, Lucifer, S.W.A.T., The Mandalorian und Good Trouble mit. 

## Filmografie (Auswahl)

### Schauspiel
- 2008: The Forbidden Kingdom (功夫之王/Gongfu zhi Wang)
- 2008: Last Hour – Countdown zur Hölle (Last Hour)
- 2010: Cold Case – Kein Opfer ist je vergessen (Cold Case, Fernsehserie, Episode 7x19)
- 2010: The Devil Within
- 2010: The Land of the Astronauts
- 2010: The Pink House (Fernsehfilm)
- 2011: 18 und immer noch Jungfrau (Barely Legal)
- 2012: Painted Skin 2: Resurrection
- 2012: Only in Hollywood (Kurzfilm)
- 2012: Bite Me (Fernsehserie, 10 Episoden)
- 2012: Bert: The Emotion Picture
- 2013: Barrio Brawler
- 2013: Kill Shelter (Kurzfilm)
- 2013: Marvel’s Agents of S.H.I.E.L.D. (Fernsehserie, Episode 1x02)
- 2014: Brutal (auch Produktion)
- 2014: Android Cop
- 2014: Mercenaries
- 2014: Castle (Fernsehserie, Episode 7x09)
- 2014: The Ravaging (Kurzfilm)
- 2014–2015: Mighty Med – Wir heilen Helden (Mighty Med, Fernsehserie, 10 Episoden)
- 2015: Into the Badlands (Fernsehserie, 2 Episoden)
- 2015: The Dragon’s Blade
- 2016: Ditch Day Massacre
- 2017: The Mick (Fernsehserie, Episode 1x16)
- 2017: Lasso – Erbarmungslose Jagd (Lasso)
- 2018: Lucifer (Fernsehserie, Episode 3x24)
- 2018: Marvel’s Runaways (Fernsehserie, Episode 2x10)
- 2018: Cop (Kurzfilm; auch Produktion)
- 2019: Escape Plan 3: The Extractors (Escape Plan: The Extractors)
- 2020: The Mandalorian (Fernsehserie, Episode 2x04)

### Stunts
- 2008: Last Hour – Countdown zur Hölle (Last Hour)
- 2013: 47 Ronin
- 2013–2018: Marvel’s Agents of S.H.I.E.L.D. (Fernsehserie, 10 Episoden)
- 2014: Dead Snow: Red vs. Dead (Død Snø 2)
- 2014: Matador (Fernsehserie, 12 Episoden)
- 2014–2015: Mighty Med – Wir heilen Helden (Mighty Med, Fernsehserie, 2 Episoden)
- 2015: Navy CIS: L.A. (NCIS: Los Angeles, Fernsehserie, Episode 6x17)
- 2015: Mortal Kombat X: Generations (Fernsehserie, Episode 1x03)
- 2015: Superhero Fight Club (Kurzfilm)
- 2015: Bones – Die Knochenjägerin (Bones, Fernsehserie, Episode 10x19)
- 2015: True Detective (Fernsehserie, Episode 2x07)
- 2015: Gravy
- 2015: Castle (Fernsehserie, Episode 8x06)
- 2015: Wicked City (Fernsehserie, 2 Episoden)
- 2015–2017: Into the Badlands (Fernsehserie, 8 Episoden)
- 2016: Jane the Virgin (Fernsehserie, Episode 2x15)
- 2016: Mittendrin und kein Entkommen (Stuck in the Middle, Fernsehserie, Episode 1x13)
- 2016: Max Steel
- 2017: Marvel’s Iron Fist (Fernsehserie, 13 Episoden)
- 2017: Baahubali 2: The Conclusion
- 2017: Savage Dog
- 2017: Unit Zero (Fernsehfilm)
- 2017: The Last Ship (Fernsehserie, Episode 4x08)
- 2017: Lasso – Erbarmungslose Jagd (Lasso)
- 2017: Chance (Fernsehserie, 2 Episoden)
- 2017–2019: SEAL Team (Fernsehserie, 10 Episoden)
- 2017–2021: Lucifer (Fernsehserie, 24 Episoden)
- 2017–2023: S.W.A.T. (Fernsehserie, 7 Episoden)
- 2018: Ellen’s Game of Games (Fernsehserie, 5 Episoden)
- 2018: Famous in Love (Fernsehserie, Episode 2x08)
- 2018: Strange Angel (Fernsehserie, Episode 1x07)
- 2018: Angie Tribeca (Fernsehserie, Episode 4x02)
- 2018: Cop (Kurzfilm)
- 2018–2020: Seattle Firefighters – Die jungen Helden (Station 19, Fernsehserie, 2 Episoden)
- 2018–2023: Mayans M.C. (Fernsehserie, 4 Episoden)
- 2019: The Big Break (Kurzfilm)
- 2019: Apex Legends (Computerspiel)
- 2019: The Rookie (Fernsehserie, Episode 1x13)
- 2019: Balloon (Kurzfilm)
- 2019: Princess of the Row
- 2019: Escape Plan 3: The Extractors (Escape Plan: The Extractors)
- 2019: Ji (Kurzfilm)
- 2019: Terminator: Dark Fate
- 2019: Stumptown (Fernsehserie, Episode 1x05)
- 2019: Grey’s Anatomy (Fernsehserie, Episode 16x09)
- 2019: Marvel’s Runaways (Fernsehserie, Episode 3x01)
- 2020: The Party Planner (Fernsehfilm)
- 2020: Star Trek: Picard (Fernsehserie, Episode 1x02)
- 2020: Deputy – Einsatz Los Angeles (Deputy, Fernsehserie, Episode 1x12)
- 2020: Coop and Cami Ask the World (Fernsehserie, Episode 2x11)
- 2020: Homecoming (Fernsehserie, Episode 2x02)
- 2020: Code Ava – Trained to Kill (Ava)
- 2020: The Estate
- 2020–2023: The Mandalorian (Fernsehserie, 5 Episoden)
- 2020–2024: Good Trouble (Fernsehserie, 3 Episoden)
- 2021: American Horror Stories (Fernsehserie, 3 Episoden)
- 2021: Malignant
- 2021: Dune
- 2021: American Horror Story (Fernsehserie, Episode 10x09)
- 2021: Saved by the Bell (Fernsehserie, Episode 2x06)
- 2022: Minx (Fernsehserie, Episode 1x01)
- 2022: Angelyne (Miniserie, Episode 1x01)
- 2022: Carpool Karaoke (Fernsehserie, Episode 5x04)
- 2022: Paws of Fury: The Legend of Hank
- 2022: Westworld (Fernsehserie, 2 Episoden)
- 2022: Carter
- 2022–2023: The Lincoln Lawyer (Fernsehserie, 4 Episoden)
- 2023: Renfield
- 2023: Star Wars Jedi: Survivor (Computerspiel)
- 2023: Smag
- 2023: Ahsoka (Fernsehserie, 2 Episoden)
- 2024: Griselda (Miniserie, Episode 1x03)